# Mark Pellegrino (acteur)
Mark Pellegrino (Los Angeles, 9 april 1965) is een Amerikaans acteur.
Hij heeft in verschillende films gespeeld zoals onder andere National Treasure, Twisted (beiden 2004), Capote (2005), Drowning Mona (2000), The Big Lebowski (1998) en No Holds Barred (1989). Daarnaast heeft hij nog enkele gastrollen gespeeld in series als Grimm, CSI: Miami, ER, NYPD Blue, LA Law, Lost, Prison Break, Deadly Games, en Dexter. Ook heeft hij in het vijfde, zevende, elfde en dertiende seizoen van Supernatural gespeeld als Lucifer, in Quantico als Clayton Haas en in Being Human (de Amerikaanse variant) als James Bishop.